# 维克托·阿尼切贝
维克托·阿尼切贝（英語：Victor Anichebe，1988年4月23日—）是一名尼日利亞足球運動員，擔任前鋒。

## 生平
早年
安尼捷比出生於尼日利亞最大城市拉各斯，但在嬰兒時期已移居至英格蘭的利物浦。
愛華頓
安尼捷比於10歲之齡加入愛華頓青訓系統，年僅15歲已為預備隊首秀。2006年1月在主場於足總盃第四圈對車路士後補登場，首次為一隊上陣；並在同季煞科日2-2賽和西布朗於賽事末段後補上陣射入首個入球。翌季安尼捷比逐漸鞏固正選席位，於3場主場賽事連續正選登場，更在對紐卡素個人梅開二度。2007/08年球季他繼續取得長足進展，在歐洲賽場表現尤其出色，於首場歐聯賽事取得入球後，在愛華頓晉級歐洲足協盃16強的過程中射入4球；獲愛華頓球迷選為球會年度最佳青年球員。於取得一面奧運銀牌後，安尼捷比在2008/09年球季季初表現出色，但於2009年2月對紐卡素嚴重膝傷後提前結束球季。他休戰接近一年，直到2011年年初才取回一隊的席位。
2013年夏季隨著上任領隊，安尼捷比於轉會窗關閉前被作為交易籌碼而賣到西布朗，以換取盧卡古的借用。他在效力愛華頓15年期間，為一隊上陣168場及射入26球。
西布朗
2013年9月2日，安尼捷比轉投西布朗，轉會費可以提升至600萬英鎊。
桑德兰
2016年9月2日，桑德兰宣布，球队签下阿尼切贝。
北控
2017年7月1日，北京控股足球俱乐部宣布已与阿尼切贝完成签约。

## 外部連結
- 足球数据库：安尼捷比的球员统计数据
- 愛華頓官網簡歷